# Brechtbau

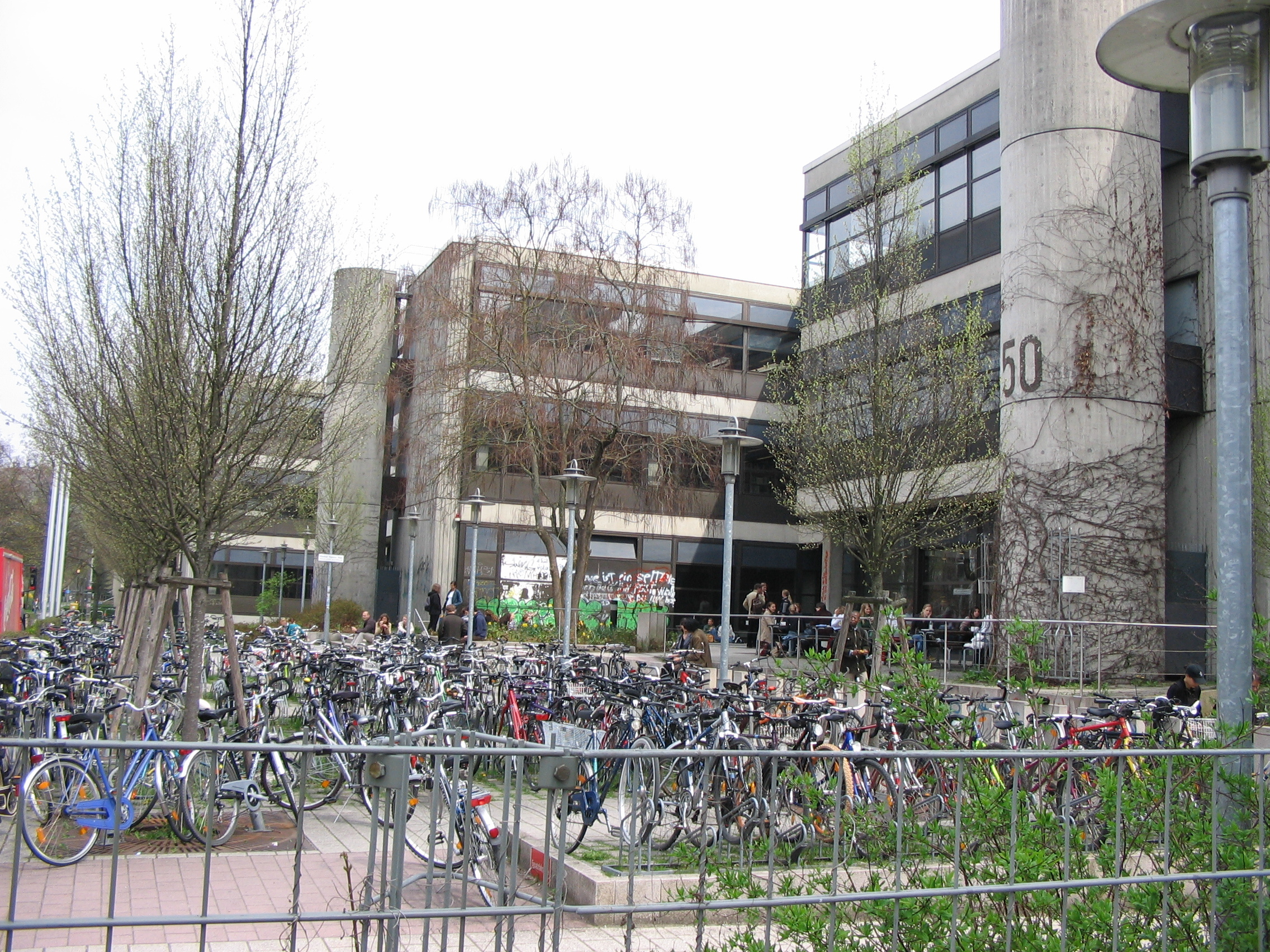
Der Brechtbau, Wilhelmstraße 50

Der Brechtbau (Wilhelmstraße 50) der Eberhard Karls Universität Tübingen beherbergt den Fachbereich Neuphilologie. Er bildet die zentrale Ausbildungsstätte für alle neusprachlichen Studiengänge, Linguistik und vormals Medienwissenschaften und Rhetorik.

## Gebäude
Das Gebäude wurde nach seiner Errichtung 1974 schnell umgangssprachlich in „Brechtbau“ umgetauft. Im Erdgeschoss befinden sich neben einer Cafeteria die großen Hörsäle. Der Betonbau liegt an der zentralen Wilhelmstraße, in Laufnähe zu Mensa, zur Universitätsbibliothek und zur Neuen Aula.
Der Fachbereich Neuphilologie gehört heute zur Philosophischen Fakultät.

## Beheimatete Seminare
Im Brechtbau sind folgende Seminare untergebracht:
- Fachbereich Neuphilologie:
  - Deutsche Sprache und Literatur (mit Abteilung für Internationalen Literaturen und Abteilung für Skandinavistik)
  - Englische Sprache und Literatur einschließlich Amerikanistik
  - Romanische Sprachen und Literaturen
  - Slavische Sprachen und Literaturen
- Fachbereich Philosophie-Rhetorik-Medien
  - Seminar für Allgemeine Rhetorik
  - Institut für Medienwissenschaft
- Abteilung für Religionswissenschaften

Von 1971 bis 2010 bildete der Fachbereich Neuphilologie zusammen mit dem Seminar für Allgemeine Rhetorik die Fakultät Neuphilologie.

## Weitere Einrichtungen im Brechtbau
Neben den Seminaren sind noch weitere Universitäre Einrichtungen im Brechtbau beheimatet:
- das Zentrum für Medienkompetenz (Medienabteilung)
- die eigene Bibliothek des Brechtbaus
- das Brechtbautheater
- das Uniradio und Campus TV Tübingen
- Cafeteria des Studierendenwerks Tübingen-Hohenheim

## Studentische Organisation am Brechtbau
Rund ein Fünftel aller Studierenden in Tübingen studiert am oder mit Verbindungen zum Brechtbau.
Die Studierenden werden unter anderem durch Fachschaften nach innen und außen in den Gremien der akademischen und studentischen Selbstverwaltung vertreten. Diese treten sowohl als Einzelfachschaften auf, als auch gemeinsam im sogenannten Brechtbauplenum. Dieses bündelt die Arbeit der Fachschaften aller Neuphilologischen Fächer (Amerikanistik, Anglistik, Germanistik, Internationale Literaturen, Romanistik, Skandinavistik, Slavistik sowie Sprachwissenschaft) und erleichtert die Zusammenarbeit. Daneben nutzen auch die Fachschaften der Medienwissenschaften, der Rhetorik sowie der Indologie die Fachschaftsräume im Brechtbau.